# آرتور تیته
آرتور تیته (انگلیسی: Arthur Theate؛ زادهٔ ۲۵ مهٔ ۲۰۰۰) بازیکن فوتبال اهل بلژیک است.
از باشگاه‌هایی که در آن بازی کرده‌است می‌توان به باشگاه فوتبال اوستنده اشاره کرد.
وی همچنین در تیم‌های ملی فوتبال زیر ۲۱ سال بلژیک، و بلژیک بازی کرده‌است.